# 아담 페라라
아담 페라라(Adam Ferrara, 영어: 애덤 퍼라라, 영어 발음: /fəˈrɑːrə/, 1966년 2월 2일 ~ )는 미국의 스탠드업 코미디언, 텔레비전 진행자, 배우이다.
퀸스에서 태어났다.

## 출연 작품
- 리틀 이태리 (2018년) - 살 안졸리 역
- 로스트 캣 코로나 (2017년)
- 더 팩 (2010년)
- 더티 무비 (2009년)
- 폴 블라트 - 몰 캅 (2009년)
- 윈터 오브 프로즌 드림스 (2008년)
- 나의 특별한 사랑 이야기 (2007년) - 가레스 역

### 텔레비전
- 너스 재키 시즌5
- 레스큐 미 시즌7
- 킹 오브 퀸즈 (1998년)
- 탑 기어 USA (2010년) - 진행자 역